# 朴妍善
朴妍善（韓語：박연선），大韓民國電視、電影編劇。

## 作品

### 電視劇
- 2004年：SBS《百萬新娘》
- 2006年：SBS《戀愛時代》
- 2007年：KBS《詐騙信用調查所》
- 2010年：KBS《Drama Special－可怕的家伙和鬼和我》
- 2011年：KBS《Drama Special－白色聖誕節》
- 2012年：KBS《暴力羅曼史》
- 2016年：JTBC《青春時代》
- 2017年：JTBC《青春時代2》
- 2020年：JTBC《檢察官內傳》
- 2021年：JTBC《飛起來吧蝴蝶》

### 電影
- 2003年：《閉嘴！讀書！》
- 2003年：《大韓民國憲法第1條》
- 2004年：《賊婆百分百》
- 2004年：《緣份的天梯》
- 2004年：《女老師VS女學生》
- 2007年：《花美男連鎖恐怖事件》
- 2008年：《不良媳婦》（原著）
- 2009年：《白夜行》
- 2012年：《爸爸》

## 外部連結
- NAVER搜索